# 九龍巴士298E線
九龍巴士298E、298F和298線是三條香港新界的循環巴士路線，前兩者同樣來往坑口（北）及將軍澳工業邨，298E會先前往將軍澳工業邨折返，然後繞經消防及救護學院再前往坑口站，只在每日12:00和之前提供服務；298F先繞經消防及救護學院，再前往將軍澳工業邨，然後返回坑口站，只在每日12:00後提供服務；298線則來往坑口站及消防及救護學院（298線已是第二次使用，第一代298線於1991年至2002年間提供服務），因此298線被視為298E和298F線的區間車。

## 歷史
- 1999年3月29日：本線開辦，由坑口（北）循環來往將軍澳工業邨，只在平日0700-1900服務，假日停開。
- 2002年1月29日：往坑口方向繞經清水灣半島（蓬萊徑及蓬萊路）。
- 2002年2月3日：增設假日上下午繁忙時間服務。
- 2002年8月11日：本線為配合坑口站公共運輸交匯處啟用，總站由坑口北遷往坑口地鐵站，並增設與將軍澳各條九巴路線的轉乘優惠。
- 2006年7月23日：往坑口地鐵站方向，不再繞經清水灣半島（蓬萊徑及蓬萊路）。
- 2007年12月2日：配合兩鐵合併，坑口地鐵站改稱坑口鐵路站。
- 2008年6月8日：全程收費提升至$4.4。
- 2010年12月6日：每日尾班車延長至19:40。
- 2011年5月15日：全程收費提升至$4.6。
- 2012年9月30日：每日尾班車延長至20:00。
- 2013年3月17日：全程收費提升至$4.9。
- 2014年7月6日：全程收費提升至$5.1。
- 2015年6月27日：增設到站時間預報。[1]
- 2015年12月6日：增設假日中段服務。[2]
- 2016年3月7日：星期一至五繁忙時間增設特別班次，循環往返坑口站及百勝角。[3]
- 2017年6月5日：特別班次修改開出時間。[4]
- 2021年5月5日：繞經百勝角，並於消防及救護學院加設中途站。[5]
  - 每天12:00和之前班次先往將軍澳工業邨，才繞經百勝角
  - 每天12:00後班次先繞經百勝角，才前往將軍澳工業邨，並改編號為298F
  - 百勝角特別班次獲獨立編號為298線
- 2021年11月22日：298線增設每日20:20-23:00之班次。[6]
- 2023年11月27日：298、298E、298F線往百勝角／將軍澳工業邨方向增停寶寧路「富寧花園」站。
- 2025年2月3日：298E、298F線改以坑口（北）為總站，來回方向繞經坑口站。

## 服務時間及班次
298E/298F
| 坑口（北）開     | 坑口（北）開                                    |
| 日期             | 開出時間                                        |
| ---------------- | ----------------------------------------------- |
| 星期一至五       | 06:25、06:55、07:10、07:25、07:40、07:55        |
| 星期一至五       | 08:10、08:25、08:40、09:00、09:25、09:50        |
| 星期一至五       | 10:15、10:40、11:05、11:30、11:55               |
| 星期一至五       | 12:20、12:40、13:00、13:20、13:40               |
| 星期一至五       | 14:00、14:20、14:40、15:00、15:20               |
| 星期一至五       | 15:40、16:00、16:20、16:40、16:52               |
| 星期一至五       | 17:04、17:16、17:28、17:40、18:00、18:20        |
| 星期一至五       | 18:40、19:00、19:20、19:40、20:00               |
| 星期六           | 06:25、06:55、07:10、07:25、07:40、07:55        |
| 星期六           | 08:10、08:25、08:40、09:00、09:25、09:50        |
| 星期六           | 10:15、10:40、11:05、11:30、11:55               |
| 星期六           | 12:20、12:40、13:00、13:20、13:40               |
| 星期六           | 14:00、14:20、14:40、15:00、15:20               |
| 星期六           | 15:40、16:00、16:20、16:40、16:55               |
| 星期六           | 17:10、17:25、17:40、18:00、18:20               |
| 星期六           | 18:40、19:00、19:20、19:40、20:00               |
| 星期日及公眾假期 | 06:25、06:55、07:25、07:55、08:25、08:55        |
| 星期日及公眾假期 | 09:25、09:55、10:25、10:55、11:25、11:55        |
| 星期日及公眾假期 | 12:30、13:00、13:30、14:00、14:30、15:00、15:30 |
| 星期日及公眾假期 | 16:00、16:30、17:00、17:20、17:40、18:00、18:20 |
| 星期日及公眾假期 | 18:40、19:00、19:20、19:40、20:00               |

藍字班次為298E，紅字班次為298F
298
| 坑口站開             | 坑口站開   | 坑口站開   | 坑口站開   |
| 星期一至五           | 星期一至五 | 星期一至五 | 星期一至五 |
| -------------------- | ---------- | ---------- | ---------- |
| 07:45                | 08:10      | 17:30      | 18:00      |
| 20:20                | 20:40      | 21:00      | 21:20      |
| 21:40                | 22:00      | 22:30      | 23:00      |
| 星期六、日及公眾假期 |            |            |            |
| 20:20                | 20:40      | 21:00      | 21:20      |
| 21:40                | 22:00      | 22:30      | 23:00      |

## 收費
298(E/F)
全程：$5.6
| - 本線設有12歲以下小童及65歲或以上長者半價優惠。 - 65歲或以上香港居民使用「樂悠咭」，以及12歲以下合資格殘疾兒童使用「殘疾人士身份」個人八達通繳付車資，均可享有每程$2.0或半價（以較低者為準）的票價優惠；12至64歲合資格殘疾人士使用「殘疾人士身份」個人八達通（包括「樂悠咭」），以及60至64歲香港居民使用「樂悠咭」繳付車資，均可享有每程$2.0或全費（以較低者為準）的票價優惠。 - 65歲或以上長者如使用長者或一般個人八達通繳付車資，則只可享有半價優惠；12至64歲合資格殘疾人士如不使用「殘疾人士身份」個人八達通，以及60至64歲人士如不使用「樂悠咭」繳付車資，必須繳付全費。 - 乘客可以現金或八達通於上車時付款，不設找續。 - 每位成人乘客可免費攜帶最多兩名4歲以下而不佔座位的兒童乘客乘車，超額之4歲以下小童必須繳付小童車費乘車。 - 持有「九巴月票」之乘客在車票有效期內，每日可享最多10程任何九龍巴士及龍運巴士路線（包括本路線，以及聯營路線的九龍巴士／龍運巴士提供的班次；惟乘搭機場「A」及「NA」線則可享原價二七折優惠（不會計算每天10次合資格車程））；而B1線則每日可享最多各2程（不會計算每天10次合資格車程）。 - 九龍巴士、城巴、龍運巴士及陽光巴士全職員工及家屬（不包括外判職員）可免費乘搭本路線，惟必須拍職員或職員家屬八達通。 - 乘客亦可透過多元化電子支付系統（e度嘟）繳付車資，包括使用非接觸式VISA卡、JCB卡、萬事達卡、銀聯卡、美國運通、大來國際、Discover Card、Apple Pay、Google Pay、Samsung Pay、AlipayHK「易乘碼」、支付寶、WeChatHK／微信支付「搭車碼」、銀聯雲閃付「乘車碼」及BOC Pay「乘車碼」。乘客使用此付款方式，使用此支付方式的乘客可享有中途下車之分段收費，以及與其他九巴／龍運獨營路線或聯營線九巴／龍運班次之轉乘優惠，惟不適用於與非九巴／龍運路線之轉乘優惠，亦不能享有「公共交通費用補貼計劃」及「長者及合資格殘疾人士公共交通票價優惠計劃」。 |

### 八達通轉乘優惠
乘客登上本線後150分鐘內以同一張八達通卡轉乘以下路線，或從以下路線登車後150分鐘內以同一張八達通卡轉乘本線，次程可獲$4.2車資折扣優惠：
298E←→九龍路線
- 298E往坑口站 → 91M、93A、93K、93M、95、95M、98A、98C/S、98D/P、290(A/X)、296A、296C、296D或297(P)往九龍
- 91M、93A、93K、93M、95、95M、98A、98C/S、98D/P、290(A/X)、296A、296C、296D或297往將軍澳 → 298E往將軍澳工業邨

298E←→296M
- 298E往坑口（北） → 296M往康盛花園（坑口站轉乘）
- 296M往坑口站 → 298E往將軍澳工業邨（將軍澳醫院轉乘）

註：在正常情況下，乘客須：
1. 步行來往坑口至尚德方能從本線直接轉乘296A、296C、296D
2. 步行來往坑口至寶琳方能從本線直接轉乘93A、93K、93M
3. 步行來往坑口至翠林方能從本線直接轉乘95、95M

## 使用車輛
298E線，298F線及 298線
兩線派3輛富豪B9TL 12米（AVBWU）空調巴士行走，均屬將軍澳車廠。
| 車隊編號 | 車牌   |
| -------- | ------ |
| AVBWU299 | SL2641 |
| AVBWU301 | SL6620 |
| AVBWU314 | SP9802 |

298線
其中兩個班次由98C線抽調兩輛用車（98C-02及98C-S02），均屬將軍澳車廠。

## 行車路線
298E/298F
經：寶寧路、昭信路、銀澳路、培成路、坑口站公共運輸交匯處、名成街、常寧路、重華路、培成路、銀澳路、昭信路、環保大道、(298F：百勝角路、環保大道、)駿日街、將軍澳工業邨巴士總站、駿宏街、駿才街、駿盈街、駿光街、駿昌街、駿日街、環保大道、(298E：百勝角路、環保大道、)昭信路、銀澳路、培成路、坑口站公共運輸交匯處、名成街、常寧路及寶寧路。
298
經：名成街、常寧路、寶寧路、昭信路、環保大道、百勝角路、環保大道、昭信路、銀澳路及培成路。

### 沿線車站
298E/298F
| 坑口（北）開 | 坑口（北）開                     | 坑口（北）開             | 坑口（北）開 |
| 序號（298E） | 車站名稱                         | 位置                     | 序號（298F） |
| ------------ | -------------------------------- | ------------------------ | ------------ |
| 1            | 坑口（北）（將軍澳醫院）巴士總站 | 坑口（北）公共運輸交匯處 | 1            |
| 2            | 煜明苑                           | 昭信路                   | 2            |
| 3            | 坑口站                           | 坑口站公共運輸交匯處     | 3            |
| 4            | 銀澳路                           | 銀澳路                   | 4            |
| 5            | 蓬萊路                           | 環保大道                 | 5            |
| 不適用       | 消防及救護學院                   | 百勝角路                 | 6            |
| 6            | 百勝角                           | 環保大道                 | 7            |
| 7            | 峻瀅                             | 環保大道                 | 8            |
| 8            | MEGA Plus 數據中心               | 環保大道                 | 9            |
| 9            | 大赤沙消防局                     | 駿日街                   | 9            |
| 10           | 駿日街                           | 駿日街                   | 11           |
| 11           | 將軍澳工業邨                     | 將軍澳工業邨巴士總站     | 12           |
| 12           | 駿宏街                           | 駿宏街                   | 13           |
| 13           | 駿才街                           | 駿才街                   | 14           |
| 14           | 駿盈街                           | 駿盈街                   | 15           |
| 15           | 駿光街                           | 駿光街                   | 16           |
| 16           | 日出康城領都                     | 環保大道                 | 17           |
| 17           | 日出康城首都                     | 環保大道                 | 18           |
| 18           | 消防及救護學院                   | 百勝角路                 | 不適用       |
| 19           | 百勝角                           | 環保大道                 | 19           |
| 20           | 清水灣半島                       | 環保大道                 | 20           |
| 21           | 銀澳路                           | 銀澳路                   | 21           |
| 22           | 坑口站                           | 坑口站公共運輸交匯處     | 22           |
| 23           | 富寧花園                         | 寶寧路                   | 23           |
| 24           | 坑口（北）（將軍澳醫院）巴士總站 | 坑口（北）公共運輸交匯處 | 24           |

298
| 坑口站開 | 坑口站開                 | 坑口站開                 | 坑口站開 |
| 序號     | 車站名稱                 | 位置                     |          |
| -------- | ------------------------ | ------------------------ | -------- |
| 1        | 坑口站巴士總站           | 坑口站公共運輸交匯處     |          |
| 2        | 富寧花園                 | 寶寧路                   |          |
| 3        | 坑口（北）（將軍澳醫院） | 坑口（北）公共運輸交匯處 |          |
| 4        | 煜明苑                   | 昭信路                   |          |
| 5        | 蓬萊路                   | 環保大道                 |          |
| 6        | 消防及救護學院           | 百勝角路                 |          |
| 7        | 百勝角                   | 環保大道                 |          |
| 8        | 清水灣半島               | 環保大道                 |          |
| 9        | 銀澳路                   | 銀澳路                   |          |
| 10       | 坑口站巴士總站           | 坑口站公共運輸交匯處     |          |

## 服務狀況
本線乘客多是將軍澳北居民及來自港島的港鐵轉乘客，過去有較多巴士轉乘客，因為乘九巴路線轉乘本線可獲$4.2的轉乘優惠。百勝角地盤動工時，本綫特班吸引地盤工人乘搭。由於將軍澳南86區日出康城物業正在興建中，不少來往該處地盤上下班的人士乘搭。不過康城站通車後，部分乘客選擇經康城站轉乘小巴前往將軍澳工業邨致本線部分客量流失，但由康城站步行到工業邨需時15-30分鐘（視乎目的地距離），故本線仍有一定客量支持。繁忙時間時常頂閘，但在非繁忙時間受到98分薄客源以及沒有繞經康城站公共運輸交匯處導致使用率極低，客量非常慘淡。98線投入服務後，相比本線提供更多途經觀塘道及將軍澳隧道九巴轉乘優惠往返九龍及新界各區，且服務時間相比本線更長及免卻在將軍澳繞圈的路程，加上乘搭港鐵在九龍區轉乘98遠比在將軍澳轉乘更方便及廉宜，對本線客量構成嚴重打擊。
雖然本線受到提供短途優惠的793和796X競爭，但793和796X服務範圍不同，而且創新園安排的免費廠車主要以將軍澳站或調景嶺站作總站而不牽涉重疊服務。
自從百勝角紀律部隊宿舍和日出康城物業落成後，本線連同分拆的298及298F線主要服務區內乘客。

## 資料來源
1. ↑  九龍巴士（一九三三）有限公司，146條路線增設巴士到站時間預報服務 覆蓋逾半九巴及龍運路線 （页面存档备份，存于）［新聞稿］，2015年6月26日。
2. ↑  .   [2020-12-09]. （原始内容存档于2022-02-10）. （页面存档备份，存于）
3. ↑  .   [2020-12-09]. （原始内容存档于2022-02-10）. （页面存档备份，存于）
4. ↑  .   [2020-12-09]. （原始内容存档于2021-06-22）. （页面存档备份，存于）
5. ↑  .   [2021-04-30]. （原始内容存档于2021-05-03）. （页面存档备份，存于）
6. ↑   (PDF).   [2021-11-18]. （原始内容 (PDF)存档于2021-11-18）. （页面存档备份，存于）
7. ↑  298E/F的循環線折返點
8. ↑  298的循環線折返點

- 《二十世紀新界（東）區巴士路線發展史》，ISBN 9789628414642，149頁
- http://www.681busterminal.com/298e.html （页面存档备份，存于）
- https://web.archive.org/web/20071219152623/http://www.how.hk/york/tkoin.html

## 外部連結
- 九巴298E線官方網站路線資料 （页面存档备份，存于）